# Telemundo Deportes
Telemundo Deportes es la división de programación del NBC Sports Group, propiedad de NBCUniversal, que se encarga de la producción de eventos deportivos y programas de revistas que se transmiten en las cadenas de televisión en español de NBCUniversal, Telemundo y Universo, así como del servicio de streaming Peacock. Originada como la división deportiva de la primera, Deportes Telemundo, de 1999 a 2015, transmite una variedad de eventos deportivos, incluidos partidos de fútbol de varias competiciones internacionales, los Juegos Olímpicos, entre otros.

## Historia

### Origines como Deportes Telemundo

Anterior logo como Deportes Telemundo, usado desde 2002 a 2015.

La división se formó originalmente en 1987 como Deportes Telemundo, que al principio sirvió exclusivamente como la división deportiva de Telemundo, con la adquisición de derechos de partidos de fútbol para equipos selectos de la Primera División de México (Liga MX). Luego de la compra de Telemundo Communications Group por 2.7 mil millones de dólares por parte de NBC el 11 de octubre de 2001, Deportes Telemundo comenzó a integrarse gradualmente en NBC Sports, aunque mantendría los derechos de programación deportiva separados de la principal cadena de televisión abierta NBC y sus canales de cable hermanos. Bajo la NBC (que irónicamente perdió los derechos de la liga ese año ante la ABC), el 20 de agosto de 2002, Telemundo firmó un acuerdo de tres años con la National Basketball Association (NBA) para los derechos de transmisión en español de 15 NBA y hasta diez partidos de la temporada regular de la WNBA; Telemundo y la NBA no renovaron el acuerdo cuando expiró después de la temporada 2004-05.
El 12 de agosto de 2009, las responsabilidades de producción de la división se ampliaron al canal de cable hermana mun2 (después NBC Universo y ahora simplemente Universo), cuando tuvo una transmisión en inglés de un partido de clasificación para la Copa Mundial de Fútbol entre las selecciones nacionales de Estados Unidos y México, que se hizo como parte de NBC Sports y presentó una vista previa gratuita de un día disponible para la mayoría de los proveedores de cable y satélite; y además en enero de 2010, cuando mun2 comenzó a transmitir partidos de la Liga MX bajo la marca Fútbol Mexicano (la mayoría de los cuales se hicieron como transmisiones simultáneas en inglés de las emisiones de Fútbol Estelar de Telemundo).
El 28 de octubre de 2012, NBC Sports también anunció un acuerdo de tres años de 250 millones de dólares para televisar partidos de la Premier League, otorgando a Telemundo y mun2 los derechos en español (este último transmitiría los juegos simultáneamente en inglés por NBCSN) a partir de la temporada 2013-14, reemplazando a ESPN y Fox Soccer como emisoras de la liga en EE. UU.; antes del acuerdo, NBC había propuesto el uso de Telemundo como socio de transmisión simultánea en español para eventos deportivos selectos durante años después de la compra de 2001.
El 23 de julio de 2013, NBC volvió a adquirir los derechos de NASCAR a partir de la temporada 2015 y anunció que incluiría la opción de transmitir transmisiones en español en Telemundo y mun2. Como preludio al contrato, mun2 llevó la Toyota 120 2014, la primera temporada de la NASCAR Toyota Series de México en Phoenix Raceway, el 28 de febrero de 2014.
El 22 de octubre de 2011, Deportes Telemundo adquirió los derechos en español para transmitir los torneos de la FIFA a partir de 2015 por alrededor de 600 millones de dólares, reemplazando a Univision como la emisora en español de eventos como la Copa Mundial de Fútbol por primera vez desde 1970 (Fox adquirió los derechos de transmisión en inglés en territorio estadounidense través de un acuerdo separado). El acuerdo se amplió el 12 de febrero de 2015 para incluir los derechos de las Copas Mundiales de la FIFA 2018, 2022 y 2026.
A través del acuerdo de los derechos de NBC con la National Football League (NFL), mun2 hizo una transmisión simultánea en español de un enfrentamiento de Acción de Gracias entre los Seattle Seahawks y los San Francisco 49ers el 27 de noviembre de 2014. El 1 de febrero de 2015, la renombrada NBC Universo sirvió como emisora en español del Super Bowl XLIX (el cual NBC tenía los derechos de transmisión ese año). El 13 de enero de 2015, NBCUniversal ascendió al vicepresidente senior de deportes de Deportes Telemundo, Eli Velázquez, al puesto recién creado de vicepresidente ejecutivo de deportes dentro de la unidad de Hispanic Enterprises and Content (Contenido y Empresas Hispanas) de la compañía, luego de la salida del vicepresidente ejecutivo de la división de deportes, Jorge Hidalgo (cuya posición fue eliminada como parte de la reestructuración de la división).

### Reorganización con NBC Sports
El 16 de mayo de 2015, durante la presentación inicial de Telemundo 2015-16 en Nueva York, se anunció que Deportes Telemundo sería reemplazado por una nueva división inicialmente conocida como NBC Deportes; La nueva división se formó como una rama de la división de NBC Sports en inglés y serìa responsable del contenido deportivo de Telemundo, NBC Universo y plataformas digitales relacionadas. Si bien retuvo todos los derechos y programas deportivos existentes transmitidos tanto por Telemundo como por NBC Universo, esta última cadena también comenzó a ampliar su cobertura deportiva, principalmente en preparación para los Juegos Olímpicos de Verano 2016 y el inicio del contrato de la división con la FIFA, cuyos primeros eventos incluyeron la Copa Mundial de Fútbol Sub-20 de 2015 y la Copa Mundial Femenina.
En agosto de 2015 se anunció que la división migraría sus operaciones desde la sede de Telemundo en Hialeah, Florida, a las instalaciones del NBC Sports Group en Stamford, Connecticut, en un proceso por fases que se esperaba que se completara en el segundo trimestre de 2016. Alrededor de 70 empleados, incluido el personal de producción y el talento al aire, recibieron un mes para decidir si querían permanecer en NBC Deportes y mudarse a Stamford, brindando paquetes de reubicación a los empleados que optaran por mudarse y paquetes de indemnización a los empleados que optaran por no mudarse y no pudieran encontrar otros trabajos dentro de NBCUniversal Hispanic Enterprises and Content; la mayoría de los puestos dentro de NBC Deportes que estaban basados en las oficinas de Hialeah, con la excepción del personal digital de NBCDeportes.com, algunos operadores de tecnología empleados con la unidad de deportes y el personal de producción y en directo para el programa nocturno de revistas Titulares y Más, que permanecerìan en la sede de Telemundo – fueron eliminados en la mudanza, lo que requirió ofertas de los empleados. Se esperaba que se agregaran alrededor de 30 puestos de personal adicionales junto con los empleados existentes tras el traslado a Stamford, mientras que la división invertirìa fuertemente en la infraestructura de la división y en escenarios para sus programas de noticias y análisis.
El traslado anunciado a Stamford, Connecticut, fue cancelado en noviembre de 2015.  La división cambió su nombre de NBC Deportes a Telemundo Deportes en 2016.
Telemundo Deportes se trasladó al Telemundo Center en Miami cuando se abrió en abril de 2018.

## Programación
Telemundo Deportes posee los derechos de transmisión de varios eventos deportivos (con gran parte de su programación disponible a través de acuerdos con ligas y organizaciones de fútbol) para su transmisión en Telemundo, Universo y Peacock, y también produce noticieros deportivos, revistas y programas de análisis que se transmiten principalmente en Telemundo. Telemundo solía producir Rumbo al Mundial con los partidos de las Eliminatorias de la Conmebol para el Mundial, lo cual fue enorme entre las audiencias de habla hispana pero no se repitió para las Eliminatorias para el Mundial de Qatar en 2020.

### Actuales derechos de transmisión
En cuanto a fútbol la división deportiva posee los derechos en español de partidos selectos de la Premier League emitidos en Telemundo y Universo, así como algunos exclusivos o con transmisión simultánea en Peacock hasta 2028. Desde 2020, la división es la emisora exclusiva de los partidos como local del Club Deportivo Guadalajara de la Liga MX (incluyendo el equipo femenil), a través de todas sus plataformas. A partir del Torneo Apertura 2025, se reveló que también empezaría a emitir los encuentros disputados en casa de Tigres y FC Juárez, así como de sus versiones femeniles.
El 17 de enero de 2023, se anunció que Telemundo Deportes transmitiría en exclusiva en español todos los partidos amistosos y otros selectos de la selección de Estados Unidos masculina y femenina hasta la Copa Mundial de Fútbol de 2026 (con todos los encuentros disponibles en Peacock y transmtidos en TV por Telemundo y Universo). En las Eliminatorias de CONMEBOL para el Mundial de 2026 empezaría a transmitir los partidos como local de las selecciones de Brasil y Argentina exclusivamente en televisión (con Vix teniendo los derechos en streaming). Finalmente posee los derechos de todas las competiciones de selecciones de la FIFA (Copa del Mundo masculina y femenina, Sub-17, Sub-20 y futsala).
La divisiòn también emite competiciones de otros deportes como en fútbol americano: todos los juegos del Sunday Night Football (incluyendo uno disputado en jueves Día de Acción de Gracias), partidos seleccionados de los playoffs de la NFL así como la emisiòn exclusiva de varios Super Bowls, y la totalidad de los eventos de los Juegos Olímpicos de Verano e Invierno hasta 2032 (todos emitidos en Telemundo, Universo y Peacock).
El 23 de julio de 2024, se anunció que por primera vez desde la campaña 2004-05, Telemundo Deportes volvería a transmitir partidos selectos por temporada de la NBA a partir de la edición 2025-2026 hasta la 2035-2036, incluyendo el All-Star Game.